# Kergekór
A kergekór vagy kergeség (görög eredetű tudományos nevén coenurosis) főként a fiatal juhok, szórványosan egyéb kérődző állatok paraziták által előidézett központi idegrendszeri betegsége. A betegség kialakulásáért a kutyában élősködő galandférgek egyike, a kergeféreg (Taenia multiceps) egy bizonyos fejlődési alakja, borsókalárvái felelősek, amelyek a kutya elhullajtott bélsarával szennyezett fűvel, szénával vagy vízzel kerülnek a köztesgazdaállat emésztőrendszerébe. A vékonybélbe kerülve, az emésztőnedvek hatására a petékből kiszabadulnak a lárvák, s a vérárammal eljutnak az agyvelő kéregállományába, ahol három hónap leforgása alatt akár diónyi nagyságú hólyagférgekké is fejlődhetnek. A vékony falú, folyadékkal telt hólyagok belsejében betüremkedett galandféregfejek (scalexek) találhatóak. A hólyag(ok) növekedése kihat az agyvelő működésére, a betegség kezdeti fázisaiban az állaton izgatottság vesz erőt, megfigyelhetőek rajta a szédülés, a kényszermozgások, a folyamatos körbejárás, a heveny agyvelőgyulladás látható jelei. Később az agyszövet kóros elváltozása, sorvadása következményeként eltompulás és tudatzavar, ritkábban epilepszia és megvakulás lép fel, végül az állat elpusztul. Az elhullott juhok fejét elfogyasztó kutyák visszafertőződnek a galandféreggel.
A betegség megelőzésének egyik leghatásosabb módszere a gazdaállat, a kutya féregtelenítése, valamint a betegségben elhullott juhok fejének megsemmisítése. Amennyiben a hólyag az agykéreg felületén alakul ki, van mód sebészeti eltávolítására. Régebben a kergeséget előidéző hólyagférget külön fajnak tartották, és a Coenurus cerebralis rendszertani névvel illették.